# Hrubieszów (plaats)
Hrubieszów (Oekraïens: Грубешів Hroebesjiw) is een stad in het Poolse woiwodschap Lublin, gelegen in de powiat Hrubieszowski. De oppervlakte bedraagt 32,79 km², het inwonertal 18.661 (2005).
Hrubiesów is de geboorteplaats van de Poolse schrijver Boresław Prus (1847-1912).

## Verkeer en vervoer
- Station Hrubieszów Miasto

## Stedenband
- Volodymyr